# Chromebook

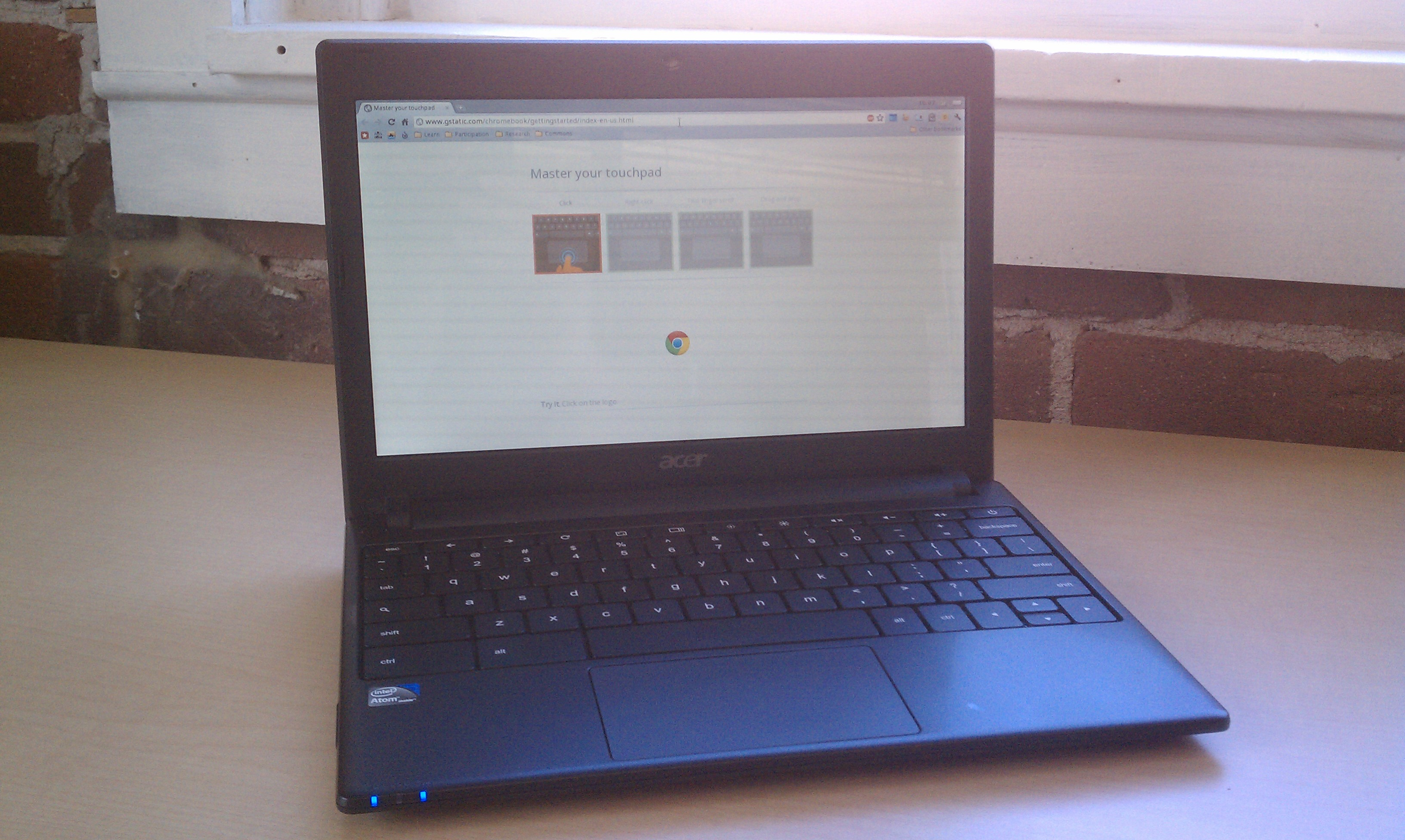
Az Acer Chromebookja

A Google Chrome OS-t futtató mobil eszközöket Chromebooknak nevezik. A Chromebook a személyi számítógépek új, a teljesen felhőre épülő gépek és a laptopok közé eső kategóriáját alkotja.
Az első, az Acer és a Samsung által kereskedelmi forgalomba hozott Chromebookokat 2011 májusában jelentették be a Google I/O konferencián, az üzletekbe 2011. június 15-én kerültek.
2012 végéig hat laptopmodellt vezettek be, és egyetlen asztali változatot, utóbbi neve Chromebook helyett Chromebox.
2012 októberében Simon Phipps, az InfoWorld újságírója kijelentette, hogy „a Chromebook termékvonal valószínűleg a legsikeresebb Linux-alapú asztali/laptop számítógép az eddigiek közül”.

## Tervezés
A Chromebookokat a Google Chrome OS operációs rendszerrel előtelepítve szállítják; ennek fő alkotóelemei a Linux kernel és a Google Chrome webböngésző, amibe médialejátszót és fájlkezelőt integráltak. Korlátozott offline működésével és 8 másodperces rendszerindítási (U-Boot) idejével a Chromebookokat elsősorban internetes böngészésre, munkára tervezték. Hagyományos alkalmazások telepítése helyett a felhasználók webalkalmazásokat telepíthetnek a Chrome Web Store-ból. A Chrome 14-es főverziójától kezdve működik a beépített Google Native Client, egy homokozó-technológia, amivel lehetővé válik szinte tetszőleges, a Chrome OS platformjának megfelelő kód futtatása a Chromebookokon. Ekkor fognak megjelenni a natív Chrome Web Store-alkalmazások is.
A Google állítása szerint a Chromebook és a Chrome OS gondosan megtervezett, többrétegű biztonsági architektúrája miatt nem lesz szükség vírusirtó futtatására a gépeken.
Számos USB eszköz támogatott az eszközön, köztük fényképezőgépek, egerek, külső billentyűzetek és pendrive-ok csatlakoztathatók a plug-and-playhez hasonló mechanizmussal. Nyomtatót azonban nem lehet hozzákötni, mivel az operációs rendszer nem tartalmaz nyomtatáskezelést. A felhasználók számára ajánlott a Google Cloud Print szolgáltatás használata a régebbi nyomtatók eléréshez, vagy egy „felhőtudatos” nyomtató, mint pl. egy HP ePrint printer csatlakoztatása a Google Cloud Printhez. A Cr-48-as prototípushoz hasonlóan a Chromebookokat egyéni billentyűzettel szállítják, böngészőablakok megnyitását és manipulációját segítő gombokkal és a Caps Lock helyett egy webes keresés gombbal.
Az iFixit 2011 júniusi elemzése alapján a Samsung Series 5 előállítása 322 USD anyagköltséggel és mintegy 12 USD munkaköltséggel járhatott. A 499,99 dolláros kiskereskedelmi árat, valamint a szállítás, a marketing, a kutatás-fejlesztés költségeit és a bolti árrést is figyelembe véve a Chromebook profitmarzsa eléggé szűkösnek tűnik, így a Samsungnak elég nagy szériában kell gyártania őket, ha profitot szeretne látni belőlük.

## Modellek
Az első, még prototípus Chromebookot a Google fejlesztette ki, ez volt a Cr-48. Az első, funkcionálisan a Cr-48-ashoz hasonló, kereskedelemben kapható gépeket a Samsung és az Acer dobta a piacra. Mindkét gyártó Wi-Fi és 3G változatban is szállítja a Chromebookjait. A Samsung képernyője 12,1 hüvelykes képátlójú, 1280×800-as felbontással; az Acer Chromebook csak 11,6 hüvelykes. Mindkét modellt HD webkamerával és két USB 2.0 porttal szállítják. A Samsung eszközének Mini-VGA, míg az Acerének HDMI videokimenete van.
2018 márciusában az Acer és a Google bejelentette az első Chromebook táblagép létrehozását: a Chromebook Tab 10. Ezt az eszközt az oktatási piacon kellett versenyeznie a kedvezményes Apple iPad táblagépek piacán. A 10-es fülű képernyő (9,7 hüvelyk, 2048 x 1536 felbontás) megegyezett az iPad képernyőkével. A készülék tartalmaz egy ceruzát. Egyik eszköz sem tartalmaz billentyűzetet.
| Gyártó  | Modell              | Piacra dobás                              | Processzor                                      | Üzemidő  | RAM       | Merevlemez                    | Képernyőméret      | Tömeg  | Alapár                                               | Hivatkozások                          |
| ------- | ------------------- | ----------------------------------------- | ----------------------------------------------- | -------- | --------- | ----------------------------- | ------------------ | ------ | ---------------------------------------------------- | ------------------------------------- |
| Google  | Cr-48 (prototípus)  | 2010. december                            | 1,66 GHz-es egymagos Intel Atom N455 processzor | 9 óra    | 2 GB      | 16 GB SSD                     | 12,1 in (30,7 cm)  | 1,7 kg | nem forgalmazták                                     | CNET Chrome OS lounge newnotebookinfo |
| Samsung | Series 5            | 2011. június                              | 1,66 GHz-es kétmagos Intel Atom N570 processzor | 6,5 óra  | 2 GB      | 16 GB SSD                     | 12,1 in (30,7 cm)  | 1,5 kg | 429 USD (Wi-Fi), 499 USD (3G)                        | CNET Google                           |
| Acer    | AC700               | 2011. július                              | 1,66 GHz-es kétmagos Intel Atom N570 processzor | 6 óra    | 2 GB      | 16 GB SSD                     | 11,6 in (29,5 cm)  | 1,4 kg | 349 USD                                              | Google Amazon                         |
| Samsung | Series 5 XE550C22   | 2012. május                               | 1,3 GHz Intel Celeron 867                       | 6 óra    | 4 GB DDR3 | 16 GB SSD                     | 12,1 in (30,7 cm)  | 1,5 kg | 449 USD (Wi-Fi), 549 USD (3G)                        | [ 27 ] [ 28 ] [ 29 ]                  |
| Samsung | Chromebook XE303C12 | 2012. október                             | 1,7 GHz Samsung Exynos 5 Dual                   | 6,5 óra  | 2 GB DDR3 | 16 GB SSD                     | 11,6 in (29,5 cm)  | 1,1 kg | 249 USD (Wi-Fi), 329 USD (3G)                        | [ 31 ] [ 32 ]                         |
| Acer    | C7                  | 2012. november                            | 1,1 GHz Intel Celeron 847                       | 3,5 óra  | 2 GB DDR3 | 320 GB HDD                    | 11,6 in (29,5 cm)  | 1,4 kg | 199 USD (Wi-Fi)                                      | [ 33 ]                                |
| HP      | Chromebook Pavilion | 2013. február 17.                         | 1,1 GHz dual-core Intel Celeron 847             | 4,25 óra | 2 GB DDR3 | 16 GB SSD                     | 14 in (35,6 cm)    | 1,8 kg | 329 USD (Dual band Wi-Fi 802.11 a/b/g/n és Ethernet) | [ 34 ]                                |
| Google  | Chromebook Pixel    | 2013. február (Wi-Fi) 2013. április (LTE) | 1,8 GHz dual-core Intel Core i5                 | 5 óra    | 4 GB      | 32 GB SSD (Wi-Fi) 64 GB (LTE) | 12,85 in (32,6 cm) | 1,5 kg | 1299 USD (Wi-Fi) 1449 USD (LTE)                      | [ 35 ]                                |
| Lenovo  | X131e               | 2013. február 26.                         | Intel Celeron                                   | 6,5 óra  | 4 GB      | 16 GB SSD                     | 11,6 in (29,5 cm)  | 1,8 kg | 429 USD (Dual band Wi-Fi 802.11 a/b/g/n és Ethernet) | [ 36 ]                                |

### Chromeboxok
A Chromeboxok a Chromebookok asztali változatai. A Samsung jelentette meg az első Chromeboxokat.
| Gyártó  | Modell                  | Piacra dobás | Processzor                                | RAM       | Merevlemez | Méret          | Tömeg  | Alapár     | Hivatkozások |
| ------- | ----------------------- | ------------ | ----------------------------------------- | --------- | ---------- | -------------- | ------ | ---------- | ------------ |
| Samsung | Series 3 XE300M22-A01US | 2012 május   | 1,9 GHz-es kétmagos Intel Celeron B840    | 4 GB DDR3 | 16 GB SSD  | 1,3″×7,5″×7,5″ | 1,2 kg | 329,99 USD | [ 37 ]       |
| Samsung | Series 3 XE300M22-A02US | ?            | 2,5 GHz-es Intel Core i5-2450M processzor | 4 GB DDR3 | 16 GB SSD  | 1,3″×7,6″×7,6″ | 2,6 kg | 499.99 USD | [ 38 ]       |

## Értékesítés és marketing
A Chromebookokat 2011. június 15-én kezdték értékesíteni, elsőként az USA-ban (itt online csatornákon keresztül, mint az Amazon és a Best Buy) és néhány kiválasztott európai országban. Az első modellek ára 349–499 dollár közé esett, típustól és a 3G opciótól függően. A Google az üzleti és az oktatási szféra részére bejelentett egy havi előfizetésen alapuló árszabást is, ami hároméves szerződéssel, a szükséges cseréket és frissítéseket beleszámolva havi 28, illetve 20 dollár lesz felhasználónként. A Verizon havi 100 megabájt ingyenes vezeték nélküli hozzáférést ad ajándékba az eladott gépekhez.
A Chromebookok marketingjénél a Google először a gyakorlati tapasztalat erejére épített: a Cr-48-as pilot program résztvevőinek Samsung gépeket adott ajándékba, egyes Virgin America-járatokon pedig az utasok Chromebookot használhattak az utazás időtartama alatt.

## Fogadtatás
Egyes iparági elemzők a Google webközpontú operációs rendszerrel szállított hardverét a Microsoft piaci uralma ellen indított közvetlen támadásnak tekintették. Mások megkérdőjelezték a piaci időzítés helyességét: a vállalati vásárlók inkább a táblagépek felé mozdulnak, nem a netbookok irányába, és a Windows alternatívájaként inkább az Apple termékeit vásárolják; a piac széttagoltságát növeli, hogy a terméknek a Google saját Android operációs rendszerével is versenyeznie kell. Felhívták a figyelmet arra is, hogy a platform sikere több tényezőn múlhat: léteznek-e jó minőségű webalkalmazások, elérhetők-e a meglévő Windows-alkalmazások virtuális munkaasztalokon, illetve futtathatók-e offline módon egyes alkalmazások az eszközökön.
A Samsung Series 5 specifikációi nem hatották meg Scott Steint, a CNET szakújságíróját: „Atom processzoros 12 hüvelykes gép mindössze 16 GB tárterülettel. Lehet, hogy a Chrome OS könnyűsúlyú a Windows XP-hez képest, de így is jól jönne a plusz tárterület a médiafájloknak. Ezért az árért kaphatnék egy 11,6 hüvelykes, Wi-Fi AMD E-350-nel szerelt ultrahordozható gépet, Windows 7-tel." Másrészről MG Siegler a TechCrunchtól nagyrészt kedvezően nyilatkozott, dicsérve a CR-48-hoz képest továbbfejlesztett trackpad-érzékenységet és megnövelt sebességet, a hosszú üzemidőt és a minden modell esetében az iPadnél alacsonyabb árat.
2011 júniusában az iFixit szétszerelt egy Samsung Series 5-öst és megállapította, hogy lényegében egy továbbfejlesztett Cr-48-asról van szó. Javíthatóságra 6/10-es osztályzatot adtak rá, főleg azért, mert a házat fel kellett nyitni az akkumulátor cseréjéhez, és mert a RAM csipet az alaplapra forrasztották. Az iFixit megjegyezte, hogy a „nagyrészt műanyag konstrukció kissé olcsó benyomást keltett”. Pozitív benyomást tett rájuk viszont, hogy a képernyő könnyen eltávolítható, és a legtöbb komponens, köztük az SSD-meghajtó könnyen cserélhető. Az iFixit munkatársa, Kyle Wiens összefoglalása szerint: „Elemzésünk rávilágított, hogy a Series 5 a meglehetősen tökéletlen Cr-48-as Chromebook-prototípus csiszoltabb változata. A Series 5 kiküszöböli a Cr-48 nagyobb hiányosságait, és ad hozzá annyi csillogást, ami felkeltheti egy széles fogyasztói réteg sóvárgását: keskeny, tetszetős külső, 8+ óra üzemidő, optimalizált teljesítmény.”
2011. júniusi, a ZDNetnél publikált cikkében (Öt vállalati Chromebook-aggály, Five Chromebook concerns for businesses) Steven J. Vaughan-Nichols hiányolta az eszközökből a VPN-es képességeket, egyes hiányzó Wi-Fi biztonsági beállítást, köztük a Wi-Fi Protected Access II (WPA2) Enterprise with Extensible Authentication Protocol-Transport Layer Security (EAP-TLS) és a Cisco’s Lightweight Extensible Authentication Protocol (LEAP) megoldásokat. Megjegyezte, hogy a fájlkezelő nem működik, hogy a dokumentálatlan crosh shellt kell használni olyan alapvető dolgokhoz, mint egy SSH-kapcsolat létrehozása, és hogy a dokumentáció is súlyosan hiányos.
Orlando városa adta az egyik legelső felhasználói visszajelzést. 600 Chromebookot próbáltak egy nagyobb, a virtuális desktopok elérésével kapcsolatos vizsgálat keretében. A korai adatok arra utalnak, hogy a Chromebooknak lehet perspektívája az IT-támogatási költségek csökkentésében. A végfelhasználók visszajelzése szerint utazáskor a Chromebook jól használható, a rendszerindítás gyors. Egyikük így fogalmazott: „ha csak vészhelyzetben kell online lennem, a Chrome-omat választanám”, de üzleti útjaira továbbra is a laptopot vinné. Orlando a Chromebookok további használatát tervezi.
Benjamin Humphrey az OMG! Ubuntu!-tól 2011 júliusában így írt a Samsung Series 5 Chromebookról: „összességében a Samsung Series 5 egy bájos kis hardver és tökéletes kezdet a Chromebookok számára… Azonban, a Series 5-öt, mint terméket lehúzza a viszonylag funkciókban szegény szoftver. Bár a Chromebookot nyilván nem helyettesít egy teljes operációs rendszert, de olyan alapvető dolgokra képesnek kellene lennie, mint másolás-beillesztés a fájlkezelőben vagy az elterjedtebb fájlformátumok megjelenítése. Szerencsére a Chrome OS kiadási ciklusa nagyon rövid, 6 hetes, és a következő néhány frissítés során a legtöbb hasfájásomat orvosolni fogják, tehát csak egyre jobb lehet… azt tanácsolom, hogy az újdonságkeresők (early adopters) kivételével a többieknek érdemes megvárni az év vége felét a vásárlással, amíg a szoftver kicsit kiforrottabb lesz. Akinek viszont csak egy billentyűzettel ellátott táblagépre van szüksége, annak számára a Series 5 tökéletes választás lehet.”

## Pereskedés
A Salt Lake City-beli ISYS Technologies beperelte a Google-t egy utahi kerületi bíróságon, jogot formálva a „Chromium”, és így a Chromebook és Chromebox név használatára. A per célkitűzése, hogy a Google és partnerei felhagyjanak a Chromebookok árusításával.

## Fordítás
- Ez a szócikk részben vagy egészben a Chromebook című angol Wikipédia-szócikk ezen változatának fordításán alapul.  Az eredeti cikk szerkesztőit annak laptörténete sorolja fel. Ez a jelzés csupán a megfogalmazás eredetét és a szerzői jogokat jelzi, nem szolgál a cikkben szereplő információk forrásmegjelöléseként.